# Yashica MG-1
La Yashica MG-1 fue lanzada al mercado en 1975 con acabado negro y cromado, terminación habitual para las cámaras Yashica de la época, aunque posteriormente fue lanzada entera en negro. Este modelo de cámara comparte bastantes caractérísticas con el modelo de 1973, la Yashica GSN. Contaba con unas dimensiones de 141 x 72 x 82mm y un peso de 620g sin batería.
La marca Yashica actualmente pertenece a Kyocera, compañía que en 1983 la adquirió junto con el contrato que tenía con Carl Zeiss

## Caractérísticas
- Películas: 135 (35mm).
- ASA: 25 hasta 800.
- Lente: Yashinon f2.8, fija de 45mm.
- Velocidad del obturador: De 2s a 1/500.
- Medidas: 141 x 72 x 82mm[4]
- Peso: 620g sin batería.

## Objetivo
Este modelo de cámara viene equipado con un objetivo fijo de 45mm (f2.8) Yashinon de 57mm de diámetro. Cuenta con 5 elementos ópticos. 
La cámara utiliza una célula de sulfuro de cadmio (CDS) para la medición de la luz en su fotómetro, el que es alimentado por una batería de 5.6v, tipo PX 32, actualmente descontinuada, aunque existen variadas alternativas de uso en la red.  
Dispone de un anillo de enfoque, siendo la distancia mínima 1m, un anillo de diafragma con una apertura entre f2.8 y f16 y un selector que abarca desde ASA 25 hasta ASA 800. 

## Visor
Está equipada con un visor que cuenta con un factor de ampliación de 0.59 y corrección del paralaje. Si la toma está sobreexpuesta se muestra un led rojo y un led naranja en caso de que se encuentre entre 1/30 y 2s la velocidad de obturacción.

## Funcionamiento
La cámara Yashica MG-1 cuenta con dos modos de funcionamiento, identificados como A y Flash.
- A: La apertura es prioritaria abarcando desde f2.8, 2s (2 EV) hasta f16, 1/500 seg (17 EV) utilizando ASA 100.
- Flash: Utilizando este modo la velocidad del obturador se coloca automáticamente a 1/30 (según se indica en el manual de la cámara)s.

## Galería

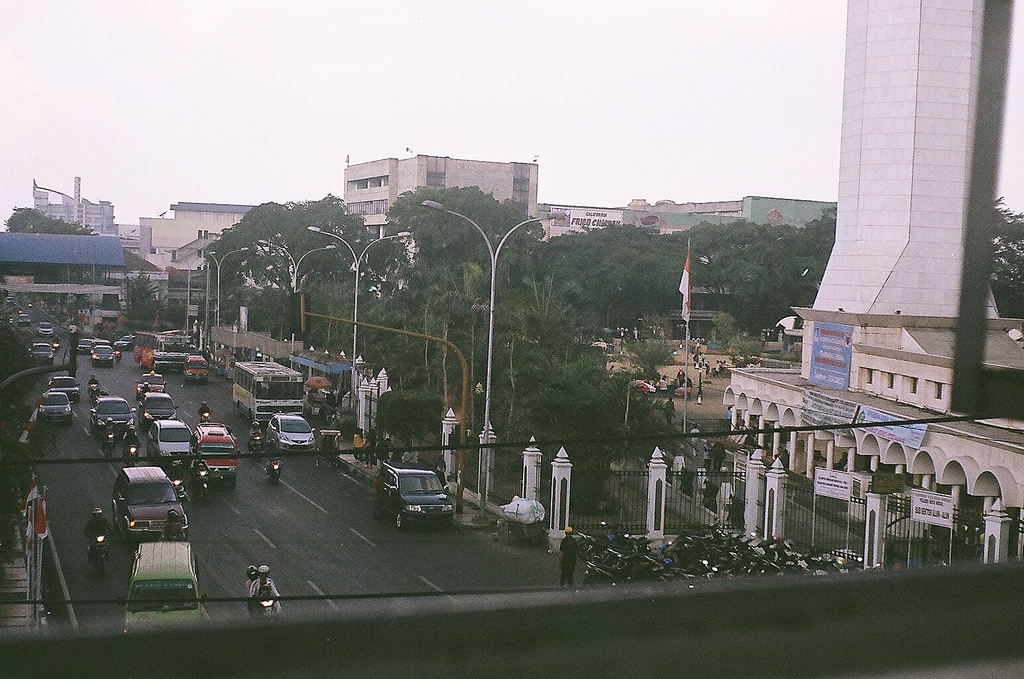
Fotografía realizada con una Yashica MG-1.
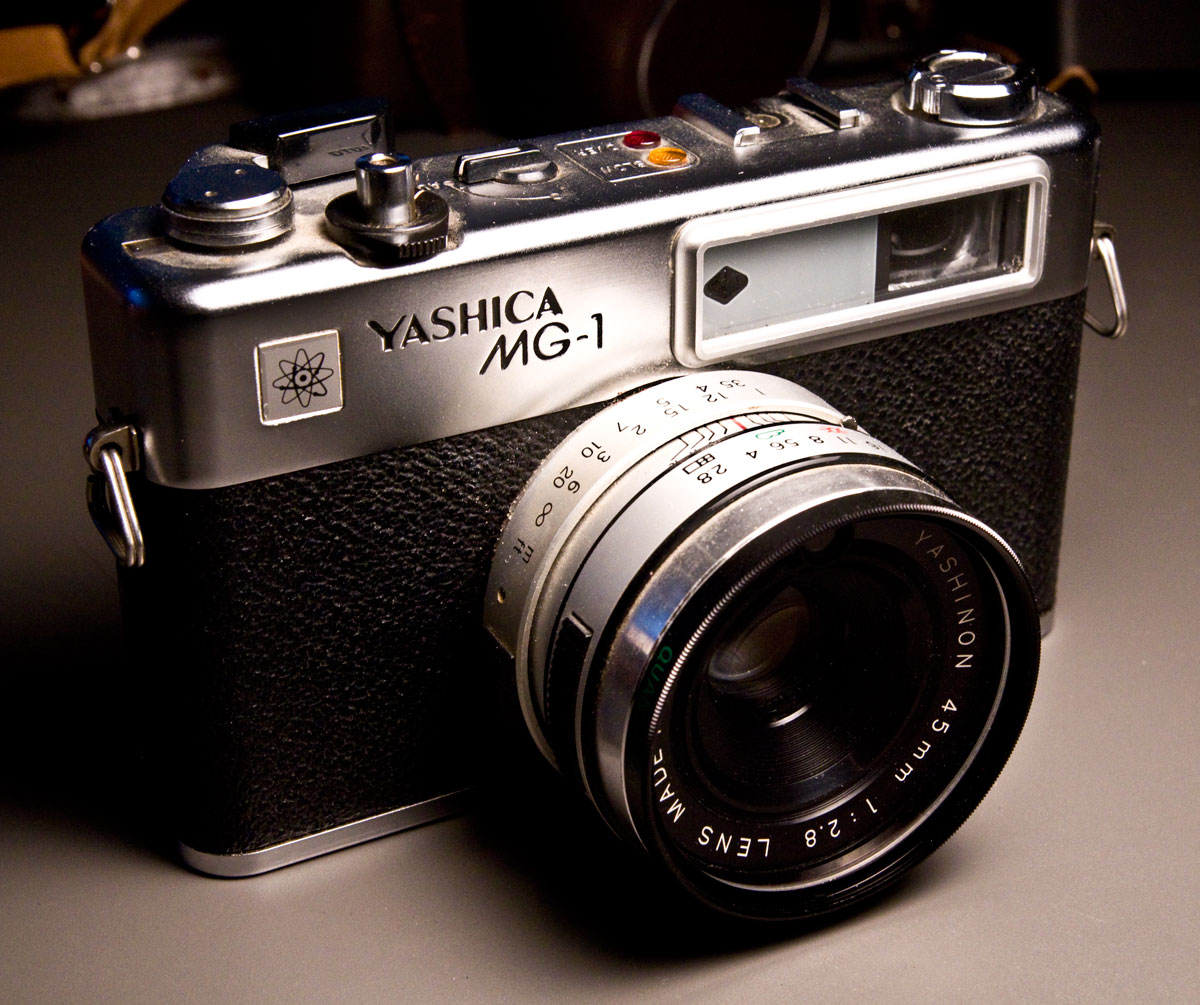
Yashica MG-1 (Cromada y negra).
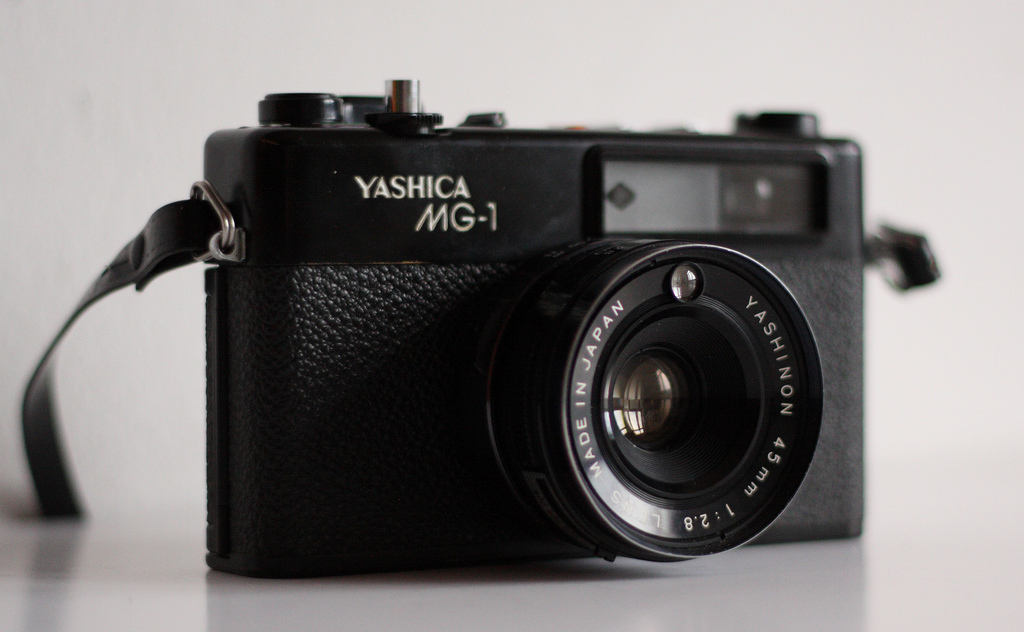
Yashica MG-1 (Negra).
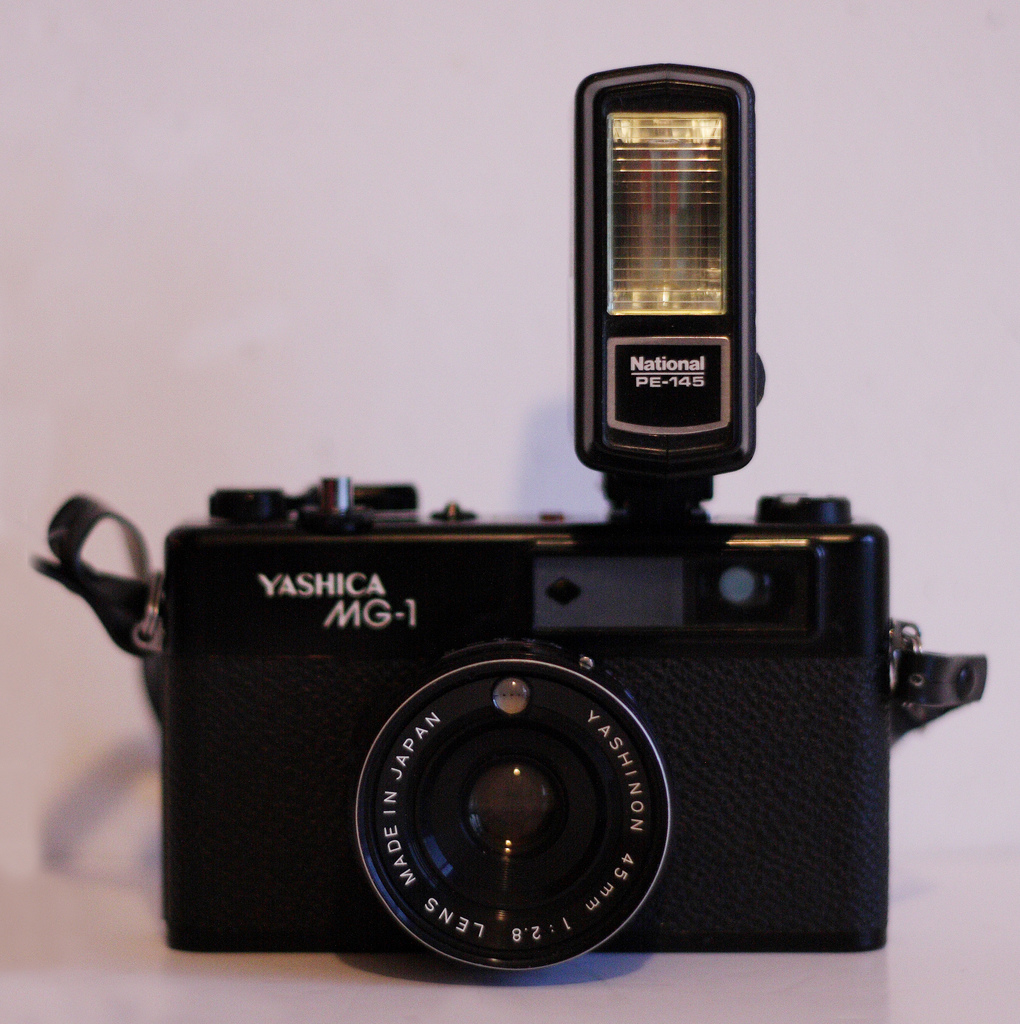
Yashica MG-1 con flash.
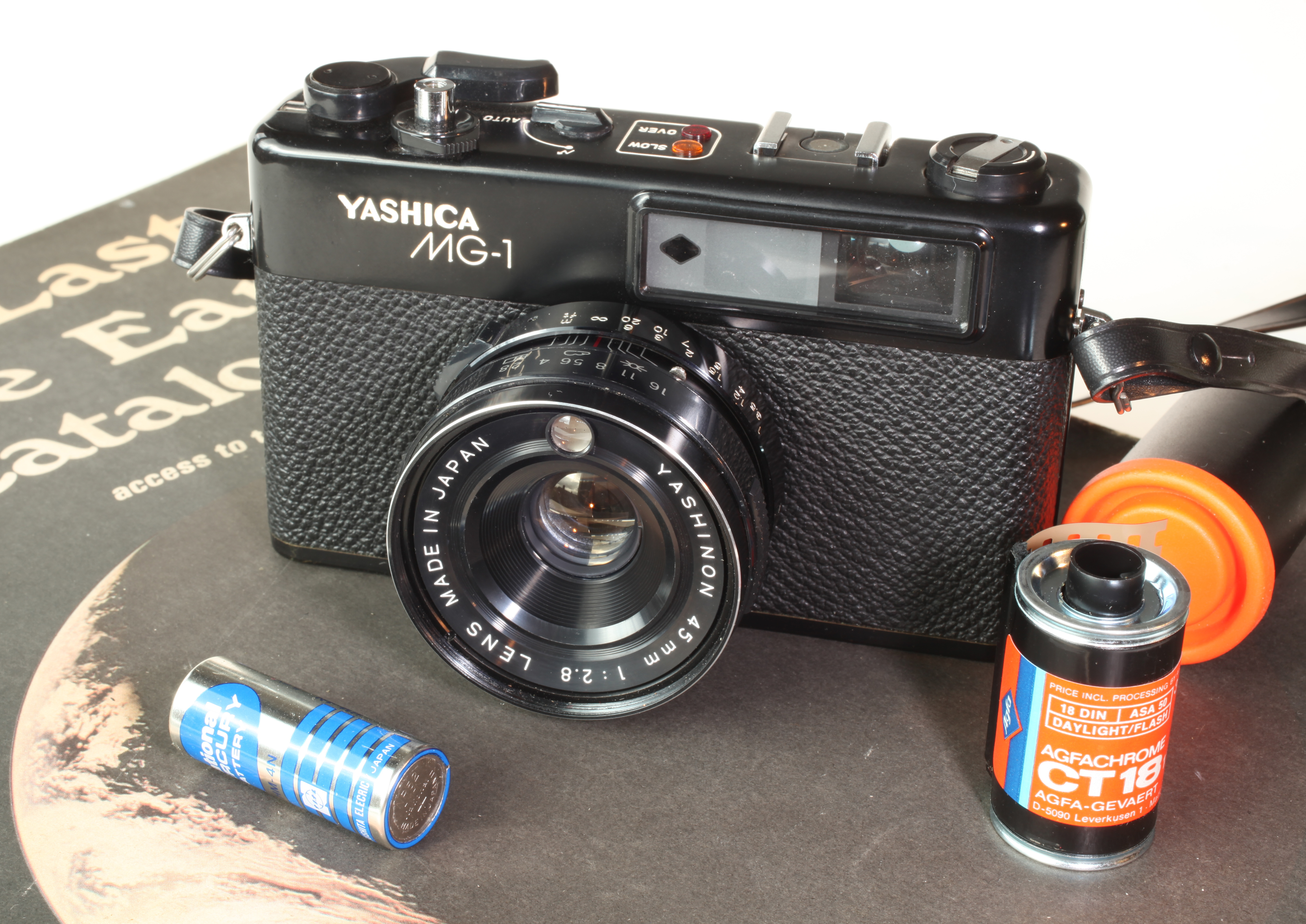
Yashica MG-1 + Batería V164PX MERCURY 5.6V + Carrete.